# Aurélien Morandière
Aurélien Morandière (Saintes, 12 april 1978) is een Frans zeilwagenracer.

## Levensloop
Morandière werd wereldkampioen zeilwagenrijden Klasse 5 Sport in 2006, 2014 en 2018, tevens won hij eenmaal zilver en viermaal brons op het WK. Daarnaast werd hij Europees kampioen in dezelfde klasse in 2006, 2007 en 2016. Hij won op het EK vijfmaal zilver en vijfmaal brons. Ook werd hij negenmaal Frans kampioen.
Zijn broer Alban is ook actief in het zeilwagenrijden.

## Palmares
- Wereldkampioenschap klasse 5: 2006, 2014 en 2018
- Wereldkampioenschap klasse 5: 2004
- Wereldkampioenschap klasse 5: 2000, 2002, 2010 en 2012
- Europees kampioenschap klasse 5: 2006, 2007 en 2016
- Europees kampioenschap klasse 5: 2003, 2004, 2013, 2015 en 2017
- Europees kampioenschap klasse 5: 1999, 2000, 2002, 2005 en 2010
- Frans kampioenschap klasse 5: 2000, 2001, 2003, 2006, 2010, 2011, 2012, 2013 en 2015